# Yuhang
Yuhang  léase Yi-Jáng (en chino simplificado, 余杭区; pinyin, Yúháng) es un distrito urbano bajo la administración directa de la subprovincia de Hangzhou en la Provincia de Zhejiang, República Popular China. La parte urbana se localiza en la llanura Huzhou (杭嘉湖平原) a una altura media de 10 m s. n. m. con algunas colinas que sobre salen y superan los 300 m s. n. m. , es bañada por el río Qiantang. Su área es de 1223 km² y su población es de 1 170 000 habitantes. En 2001 varias localidades se le anexaron para formarla como distrito .

## Administración
El distrito de Yuhang se divide en 20 pueblos, que se administran en 14 subdistritos y 6 poblados:
- Subdistritos: Lín píng jiēdào, dōnghú jiēdào, nán yuàn jiēdào, xīng qiáo jiēdào, wǔcháng jiēdào, yùnhé jiēdào, qiáo sī jiēdào, chóng xián jiēdào, yúháng jiēdào, xián lín jiēdào, cāng qián jiēdào, liáng zhǔ jiēdào, rénhé jiēdào y zhōng tài jiēdào.
- Poblados: Táng qī zhèn, píng yáo zhèn, bǎizhàng zhèn, huáng hú zhèn, lú niǎo zhèn y jìng shān zhèn.

## Economía
La economía del distrito ha sido por tradición la agricultura y la ganadería. Después de años de desarrollo, se ha convertido en un modelo industrial textil, maquinaria, electrónica, materiales de construcción, química, procesamiento de alimentos, turismo, entre otros. Cuenta con alrededor de 500 empresas a nivel nacional. 
Yuhang en 2013 logró un PIB de 93.441 millones de yuanes, un aumento comparable del 10,2% al año anterior. 

## Clima
Yuhang se encuentra en el extremo sur de la zona norte con un clima monzónico de tipo subtropical. El invierno es cálido,el otoño es corto y la primavera es fría y húmeda, con cuatro estaciones bien diferenciadas, abundante sol y abundantes lluvias. La precipitación anual promedia es de 1150 mm. En invierno sopla viento frío y seco del noroeste. El clima se caracteriza por temperaturas moderadas, apto para el cultivo.
| Parámetros climáticos promedio de Yuhang（1981－2010） | Parámetros climáticos promedio de Yuhang（1981－2010） | Parámetros climáticos promedio de Yuhang（1981－2010） | Parámetros climáticos promedio de Yuhang（1981－2010） | Parámetros climáticos promedio de Yuhang（1981－2010） | Parámetros climáticos promedio de Yuhang（1981－2010） | Parámetros climáticos promedio de Yuhang（1981－2010） | Parámetros climáticos promedio de Yuhang（1981－2010） | Parámetros climáticos promedio de Yuhang（1981－2010） | Parámetros climáticos promedio de Yuhang（1981－2010） | Parámetros climáticos promedio de Yuhang（1981－2010） | Parámetros climáticos promedio de Yuhang（1981－2010） | Parámetros climáticos promedio de Yuhang（1981－2010） | Parámetros climáticos promedio de Yuhang（1981－2010） |
| Mes                                                    | Ene.                                                   | Feb.                                                   | Mar.                                                   | Abr.                                                   | May.                                                   | Jun.                                                   | Jul.                                                   | Ago.                                                   | Sep.                                                   | Oct.                                                   | Nov.                                                   | Dic.                                                   | Anual                                                  |
| ------------------------------------------------------ | ------------------------------------------------------ | ------------------------------------------------------ | ------------------------------------------------------ | ------------------------------------------------------ | ------------------------------------------------------ | ------------------------------------------------------ | ------------------------------------------------------ | ------------------------------------------------------ | ------------------------------------------------------ | ------------------------------------------------------ | ------------------------------------------------------ | ------------------------------------------------------ | ------------------------------------------------------ |
| Temp. media (°C)                                       | 4.5                                                    | 6.3                                                    | 10.2                                                   | 16.1                                                   | 21.4                                                   | 24.7                                                   | 28.9                                                   | 28.1                                                   | 23.8                                                   | 18.5                                                   | 12.6                                                   | 6.8                                                    | 16.8                                                   |
| Precipitación total (mm)                               | 82.9                                                   | 91.2                                                   | 139.4                                                  | 121.6                                                  | 130.4                                                  | 216.6                                                  | 162.1                                                  | 161.1                                                  | 131.6                                                  | 76.5                                                   | 74.3                                                   | 52.8                                                   | 1440.5                                                 |
| Días de precipitaciones (≥ 1 mm)                       | 13.0                                                   | 12.6                                                   | 15.9                                                   | 15.1                                                   | 14.2                                                   | 15.2                                                   | 12.9                                                   | 13.8                                                   | 12.2                                                   | 9.6                                                    | 9.4                                                    | 9.1                                                    | 153                                                    |
| Horas de sol                                           | 108.8                                                  | 103.5                                                  | 122.4                                                  | 146.0                                                  | 166.1                                                  | 145.7                                                  | 219.6                                                  | 209.2                                                  | 155.3                                                  | 154.6                                                  | 135.3                                                  | 138.1                                                  | 1804.6                                                 |
| Fuente: 《萧山年鉴2013》                               |                                                        |                                                        |                                                        |                                                        |                                                        |                                                        |                                                        |                                                        |                                                        |                                                        |                                                        |                                                        |                                                        |